# Duncannon (Pennsilvània)
Duncannon és una població dels Estats Units a l'estat de Pennsilvània. Segons el cens del 2000 tenia 1.508 habitants.

## Demografia
Segons el cens del 2000, Duncannon tenia 1.508 habitants, 667 habitatges, i 386 famílies. La densitat de població era de 1.386,3 habitants per quilòmetre quadrat.
Dels 667 habitatges en un 25,8% hi vivien nens de menys de 18 anys, en un 41,8% hi vivien parelles casades, en un 12,3% dones solteres, i en un 42,1% no eren unitats familiars. En el 36,1% dels habitatges hi vivien persones soles el 16,8% de les quals corresponia a persones de 65 anys o més que vivien soles. El nombre mitjà de persones vivint en cada habitatge era de 2,26 i el nombre mitjà de persones que vivien en cada família era de 2,94.
Per edats la població es repartia de la següent manera: un 23,1% tenia menys de 18 anys, un 9,6% entre 18 i 24, un 28,7% entre 25 i 44, un 20,3% de 45 a 60 i un 18,3% 65 anys o més.
L'edat mediana era de 38 anys. Per cada 100 dones de 18 o més anys hi havia 85,3 homes.
La renda mediana per habitatge era de 33.000 $ i la renda mediana per família de 38.750 $. Els homes tenien una renda mediana de 31.643 $ mentre que les dones 21.477 $. La renda per capita de la població era de 15.883 $. Entorn del 6,2% de les famílies i el 8,5% de la població estaven per davall del llindar de pobresa.

## Poblacions més properes
El següent diagrama mostra les poblacions més properes.